# Ирмо (Южная Каролина)
И́рмо (англ. Irmo) — город, расположенный в округах Лексингтон и Ричленд, также является пригородом Колумбии, штат Южная Каролина, США. Ирмо является частью Колумбийской агломерации, находящейся в 20 км (19 км) к северо-западу от центра города. По статистическим данным переписи 2010 года население Ирмо составляло 11 097 человек. По оценке 2017 года, город занимает 35-ю строчку в списке самых населённых городов штата.

## История
Ирмо был учреждён в Рождественский сочельник 1890 года в связи с открытием железнодорожного сообщения Колумбия — Ньюберри — Лоренс. В результате объединения фамилий капитана Си Джея Айрделла (англ. C.J. Iredell) и Генри Мозли (англ. Henry Moseley), двух важных фигур в истории города, получилось название Ирмо.
В 1983 году Дом Джейкоба Вингарда Дреера был занесён в Национальный реестр исторических мест США. Несмотря на последующее расширение города, фактически, как такового центра у Ирмо нет, скорее, он состоит из нескольких территориальных кластеров пригородных кварталов. Застройка района Харбисон началась после окончания строительства торгового центра Columbiana в 1990 году.

## География
Ирмо находится в координатах 34°05′33″ ю. ш. 81°11′10″ в. д.. По данным Бюро переписи населения США, город занимает общую площадь равную 16,2 квадратных километров от всей страны.

## Демография
| Год переписи                    | Нас.  |       | %±     |
| ------------------------------- | ----- | ----- | ------ |
| 1900                            | 193   |       | —      |
| 1910                            | 267   |       | 38,3%  |
| 1920                            | 236   |       | −11,6% |
| 1930                            | 365   |       | 54,7%  |
| 1940                            | 230   |       | −37%   |
| 1950                            | 281   |       | 22,2%  |
| 1960                            | 359   |       | 27,8%  |
| 1970                            | 517   |       | 44%    |
| 1980                            | 3957  |       | 665,4% |
| 1990                            | 11280 |       | 185,1% |
| 2000                            | 11039 |       | −2,1%  |
| 2010                            | 11097 |       | 0,5%   |
| 2018                            | 12357 | [ 5 ] | 11,4%  |
| 1900–2018 U.S. Decennial Census |       |       |        |

По данным переписи 2000 года в городе насчитывалось 11 039 человек, 3911 домохозяйств и 3163 семей, тогда как плотность населения составляла 1,032 человека на квадратный километр. К тому же насчитывалось 4066 единиц жилья при средней плотности 380,1 на квадратный километр. Расовый состав города Ирмо распределился следующим образом: 76,76 % белого населения, 20,16 % афроамериканцев, 0,25 % коренных народов, 1,43 % азиатов, 0,08 % жителей Океании, 0,88 % представителей смешанных рас и 0,44 % других народностей, причём доля испаноязычного населения или латиноамериканцев составила 1,42 % от всех жителей.
Из 3911 домохозяйств — 47,7 % воспитывали детей в возрасте до 18 лет, 65,9 % представляли собой совместно проживающие супружеские пары, 12 % состояли из неполных семей, где женщины проживали без мужей, и 19,1 % вообще несемейных. 15,4 % от общего числа семей на момент переписи жили самостоятельно, причём 2,6 % составили одинокие пожилые люди в возрасте 65 лет и старше. Средний показатель домохозяйства составил 2,81, тогда как семьи — 3,15.
Возрастной состав населения распределился таким образом — 30,7 % жителей младше 18 лет, 6,6 % от 18 до 24 лет, 34,6 % от 25 до 44 лет, 23,3 % от 45 до 64 лет и 4,8 % в возрасте 65 лет и старше, тогда как средний возраст составлял 34 года, причём на каждые 100 женщин в Ирмо приходилось 93,6 мужчин, а на каждые 100 женщин в возрасте от 18 лет и старше — 88,7 мужчин.
Средний доход домохозяйства в городе составлял 55 847 долларов, а средний доход семьи — 62 005 долларов США. Мужчины имели средний доход от 41 054 долларов против 30 171 долларов США, получаемых женщинами. Доход на душу населения в городе составлял 22 312 долларов США. Около 3,3 % семей и 4,3 % жителей находились за чертой бедности, в том числе 4,4 % из них были моложе 18 лет, а 11,6 % относились к лицам в возрасте 65 лет и старше.

## Фестиваль
Ирмо является местом проведения ежегодного фестиваля Okra Strut, учреждённого в 1973 году с целью сбора средств для новой библиотеки. Праздник получил своё название в честь овощной культуры окры. Развлекательная программа фестиваля включает в себя благотворительный турнир по гольфу, уличные танцы, ярмарку, соревнования по велоспорту и бегу, выставки декоративно-прикладного искусства и парад. К 1980 году прибыль, полученная от проведения фестиваля в Ирмо, позволила оплатить расходы на открытие городской библиотеки. Посещаемость фестиваля в 2010 году, по некоторым данным, превысила 50 000 человек. В 2011 году фестиваль Okra Strut проводился в торговом центре Irmo Village.

## Выдающиеся люди
- Бен Бридвелл[англ.] (род. 1978), музыкант.
- Элейна Коутс (род. 1995), профессиональная баскетболистка.
- Лиза Гиббонс (род. 1957), ведущая ток-шоу.
- Дастин Джонсон (род. 1984), профессиональный гольфист; победитель Открытого чемпионата США по гольфу 2016 года, учился в Dutch Fork High School[англ.].
- Би Джей Макки[англ.] (род. 1977), профессиональный баскетболист, ведущий бомбардир всех времён в баскетбольной команде Университета Южной Каролины South Carolina Gamecocks[англ.].
- Кортни Шели[англ.] (род. 1977), пловчиха, золотой призёр Олимпиады 2000 года.